# Peter Weibel
Peter Weibel  (Odesa, Ucrania, 5 de marzo de 1944-Karlsruhe, Alemania, 1 de marzo de 2023) fue un artista austriaco  conocido internacionalmente como post-artista conceptual, curador y teórico sobre nuevos medios. Empezó en 1964 como poeta visual pero pronto se dedicó al lenguaje tecnológico  con metodología estructuralista. Gracias a esta incursión lingüística en sus trabajos de medios de comunicación visuales, Weibel desarrolló su impulso crítico que giró en torno a los medios de comunicación, e investigó sobre la realidad virtual y otras formas de arte digitales. Desde 1999  ha sido director  del Centro  ZKM para Arte y Medios de comunicación Karlsruhe en Alemania.

## Biografía
La enseñanza primaria fue en el norte de Austria y en París estudió  francés y cinematografía. En 1964  empezó a estudiar medicina en Viena, pero cambió pronto a las matemáticas, con énfasis en lógica.
La obra de Weibel  pertenece en las categorías siguientes: arte conceptual, performance, cine experimental, vídeo arte y arte por ordenador.
Empezó en 1965 sus reflexiones semióticas y lingüísticas (Austin, Jakobson, Peirce, Wittgenstein), Weibel desarrolló su lenguale artístico concentrado en la  literatura experimental y la performance. En sus acciones performativas,  ha explorado no sólo el lenguaje de los medios de comunicación sino también cine, vídeo, televisión, audiotape y entornos electrónicos interactivos. Como crítico  analiza su función en la construcción de la realidad. Además participa en happenings con miembros de la Viena Actionism,  desarrolló desde 1967 (junto con Valie Exportación, Ernst Schmidt Jr. Y Hans Scheugl) un "cine expandido" inspirado en el cine americano y refleja las condiciones ideológicas y tecnológicas de representación cinemática. Weibel elaboró estas reflexiones, de 1969, en sus cintas de vídeo e instalaciones. Con su acción televisiva "tv und vt trabajos", estuvo retransmitido por la Televisión austriaca (ORF) en 1972, él transcendió las fronteras del espacio de la galería y la aplicación de la tecnología del vídeo como mass medium. En 1966 participó  junto con Gustav Metzger, Otto Muehl, Wolf Vostell, Hermann Nitsch en el Symposio la Destrucción del Arte  (DIAS) en Londres.
Peter Weibel continuó con sus objetivos artísticos utilizando una gran variedad de materiales, formas y técnicas: texto, escultura, instalación, película y vídeo. En 1978  se concentra en la música. Junto con Loys Egg fundó la banda Hotel  Morphila Orchester. A mediados de los años 1980,  explora las posibilidades del procesamiento de vídeo asistido por ordenador. Al principio de los 90  incorporó el  ordenador interactivo-en sus instalaciones artísticas. De nuevo unió la relación entre medios de comunicación y la construcción de realidad.
Sus conferencias y artículos, eran sobre arte contemporáneo, historia y teoría de los medios de comunicación, cine, vídeoarte y filosofía. Como teórico y comisario,  abogó por una forma de arte e historia del arte que incluye historia de la tecnología e historia de la ciencia. En su función como director y profesor universitario de instituciones como el Ars Electronica (en Linz, Austria), el Instituto para Nuevos Medios de comunicación  en Fráncfort y el Centro | de ZKM para Arte y Medios de comunicación Karlsruhe,  ha influido en la escena europea del arte de ordenador en conferencias, exposiciones y publicaciones.

## Investigación y enseñanza
Desde 1976, Peter Weibel enseñó en numerosas universidades, entre otros en el Universität für Angewandte Kunst en Viena, el Nova Scotia Universidad de Arte y Diseño en Halifax, Nova Scotia, Canadá, y el Gesamthochschule en Kassel. En 1984  fue nombrado durante cinco años Profesor Asociado de Vídeo y Artes Digitales en el Centro para Estudio de Medios de comunicación en la State University of New York  en Búfalo, Nueva York. El mismo año, 1984  fue Profesor  para medios de comunicación visuales en el Universität für Angewandte Kunst en Viena. En 1989  fue asignado para instalar el Instituto para Nuevos Medios de comunicación en el Städelschule en Fráncfort, el cual  lo dirigió hasta el año 1994.

## Comisariados
Desde 1986 Weibel trabajó como asesor artístico de Ars Electronica, el cual lo dirigió de 1992 hasta que 1995 como director artístico. De 1993 a 1999,  comisaríó el pabellón de Austria en el Bienal de Venecia. En el mismo periodo, de 1993 a 1999,  trabajó como curator jefe en el Neue Galerie soy Landesmuseum Joanneum en Graz, Austria. Desde entonces, enero 1999 Peter Weibel ha sido Presidente y CEO del Centro de ZKM para Arte y Medios de comunicación.

## Distinciones y premios
- - 2002: Grand Decoration of Honour for Services to the Republic of Austria[9]
  - 2009: Austrian Cross of Honour for Science and Art, 1st class[10]
  - 2013: Honorary doctorate from Pécs University, Hungary[11]
  - 2020: Lovis Corinth prize